# Biosteres millironi
Biosteres millironi är en stekelart som beskrevs av Fischer 1970. Biosteres millironi ingår i släktet Biosteres och familjen bracksteklar. Inga underarter finns listade.